# Quinze Potences pour un salopard
Pour plus de détails, voir Fiche technique et Distribution.
Quinze Potences pour un salopard (en italien : 15 forche per un assassino, en espagnol : Quince horcas para un asesino) est un western spaghetti hispano-italien sorti en 1967, réalisé par Nunzio Malasomma.

## Synopsis
Les membres de deux bandes rivales, celle de Billy et de Sandy, sont accusées d'un terrible assassinat de trois femmes, que cependant, ils n'ont pas commis. Poursuivis par les villageois, ils se réfugient dans un fort abandonné, avec des otages.

## Fiche technique
- Titre français : Quinze Potences pour un salopard[1]
- Titre original italien : 15 forche per un assassino
- Titre espagnol : Quince horcas para un asesino[2]
- Genre : western spaghetti
- Réalisation : Nunzio Malasomma
- Scénario : José Luis Bayonas, Mario Di Nardo[3]
- Musique : Francesco De Masi
- Production : Enzo Nigro, Lucio Bompiani pour Film Eos, Centauro Films
- Photographie : Stelvio Massi
- Format d'image : 2.35:1
- Montage : Antonietta Zita
- Durée : 90 min
- Décors : Luis Vázquez
- Costumes : Rosalba Menichelli
- Maquillage : Adolfo Ponte
- Pays :  Espagne,  Italie
- Année de sortie : 1967
- Langue originale : italien
- Date de sortie en salle en France : 16 octobre 1968[1]

## Distribution
- Craig Hill : Billy Mack
- Susy Andersen : Barbara Ferguson
- George Martin : Cassel
- Howard Ross : Steve
- Eleonora Brown : Liz Cook
- Aldo Sambrell : Sandy/Bud Lee
- Andrea Bosic : Andrew Ferguson
- José Manuel Martín : Benny
- Margarita Lozano : Maddalena Cook
- Tomás Blanco : Clark Benett
- Umy Raho : le médecin
- Luis Duránt
- Aldo Berti
- María Montez : Anne Cook
- Giovanni Ivan Scratuglia
- Laura Redi
- Antonio Molino Rojo (non crédité) : le shérif